# Les Sept Laux (station)
 (juin 2012).
Si vous disposez d'ouvrages ou d'articles de référence ou si vous connaissez des sites web de qualité traitant du thème abordé ici, merci de compléter l'article en donnant les références utiles à sa vérifiabilité et en les liant à la section « Notes et références ».
Pour les articles homonymes, voir Les Sept Laux.
Les Sept Laux, également typographié Les 7 Laux, sont un domaine skiable réunissant trois stations de sport d'hiver des Alpes, situé dans la chaîne de Belledonne (Isère) à 35 km environ de Grenoble et 50 km de Chambéry sur les communes de Theys, des Adrets et du Haut-Bréda.
Les Sept Laux comportent deux stations côté Grésivaudan (Prapoutel et Pipay) et une (Le Pleynet) côté vallée du Haut Bréda, qui sont toutes exploitées par la SEMT7L.
La station peut accueillir jusqu'à 15 000 skieurs par jour et est le plus grand domaine skiable de la chaine de Belledonne. Elle s'étend sur 1 500 hectares dont 30 sont damés[pas clair] et accueille un snowpark très prisé des freeriders de la région grenobloise.

## Historique

Ancien logo.

### 1962 - 1978
Le projet d'aménagement d'une station date de 1962 puis est relancé dans le cadre du Plan neige de 1964, et la station est créée en 1971 avec la construction des routes d'accès (excepté celle vers le domaine de Pipay dont la création n'est pas encore certaine à l'époque) et la mise en place de sept remontées mécaniques.
Son développement est difficile dans un premier temps, rencontrant la concurrence des autres stations iséroises (Chamrousse, les Deux Alpes, l'Alpe d'Huez) et le ralentissement de la croissance de la demande après les années de « boom » de l'or blanc suivant les jeux olympiques d'hiver de 1968 à Grenoble. Le Département de l'Isère apporte alors son soutien au Syndicat Intercommunal à partir de 1973.

### Depuis 1979
La Société d'économie mixte des Téléphériques des 7 Laux (SEM T7L) est créée en 1979 après la fusion du « GAMMA 7 » (groupement d'entreprises qui construit et vend l'immobilier) et de la « Société Anonyme des Téléphériques des 7 Laux » (SAT7L) (qui exploite le domaine).
La construction de nouvelles remontées mécaniques et d'autres aménagements reprend à la fin des années 1970 et au cours des années 1980. Le domaine de « Pipay 1550 » ouvre ses portes, une création importante de lits a lieu et un centre commercial est construit à Prapoutel. De nouveaux télésièges sont construits dès 1985, tel que celui de l'Oursière qui permet de rejoindre le centre du domaine depuis Le Pleynet et le Télésiège du Pouta, qui fait culminer la station à 2 450 m et ouvre à de nouvelles pistes beaucoup plus engagées. Par ailleurs, un mur d'escalade, un centre aquatique et une salle polyvalente sont créés à Prapoutel dans le but de diversifier l'offre de la station.
Malgré tout, le manque de neige du début des années 1990 rend déficitaire l'exploitation de la station après les importants investissements de la décennie précédente. La mise en place par le nouveau directeur Georges Marchand d'un plan de restructuration en 1991 contenant baisses de salaires, licenciements et suppressions de services, accepté par les salariés, permet à la station de réinvestir à partir de 1996. La station compte alors le 3e domaine skiable de l'Isère mais fait face à des risques au niveau de l'enneigement. Dès 1995 un plan d'investissement de 170 millions de Francs est mis en place, comptant sur une réduction des remontées de 36 à 24 et un effort sur la neige de culture et la restructuration des pistes. Le télésiège débrayable 6 places des « Chamois » est mis en fonctionnement dès 2001.
Fin 2002, la situation est redevenue à peu près stable, et les saisons bénéfiques pour la station s'enchainent, en particulier 2006, lui permettant de construire un télécombi débrayable 6 places, le TSD Grand Cerf, au départ de Pipay en 2004.
En 2007 des mauvaises conditions climatiques rappellent aux exploitants la fragilité de leur domaine : le chiffre d'affaires baisse de 28,5 %.
Les années 2008 et 2009 sont particulièrement bonnes pour la station et lui permettent de développer la neige de culture et de faire beaucoup d'autres investissements, notamment un avalancheur dans la célèbre piste des Vallons du Pra, permettant de sécuriser cette piste propice aux avalanches.
L'année 2010 est plus nuancée, mais reste dans la lignée des précédentes, permettant le remplacement du télésiège de l'Oursière par un autre débrayable à 6 places, pour un coût de 7 millions d'euros (hors taxe) qui va renforcer un des axes majeurs de la station.
Se suivent des saisons mitigées, rythmées par les aléas climatiques, mais la station n'a pas ou peu de déficit.
En 2014 le télésiège du Pouta est remplacé par un appareil débrayable à 6 places qui part de l'emplacement de la gare d'un ancien téléski, celui des Oudis. L'appareil est appelé le Gypaète.
La mise en place d'un parc de remontées mécaniques modernes (90 % de remontées mécaniques remplacées en une quinzaine d'années) a largement contribué à l'image dynamique et jeune de la station[réf. nécessaire], qui veut attirer la clientèle étudiante jeune de Grenoble en diversifiant les activités du ski et des autres sports de montagnes. L'Université Grenoble Alpes propose d'ailleurs à ses étudiants, via l'association U-Glisse, des tarifs réduits aux détenteurs de la carte de l'association.

## Le domaine skiable

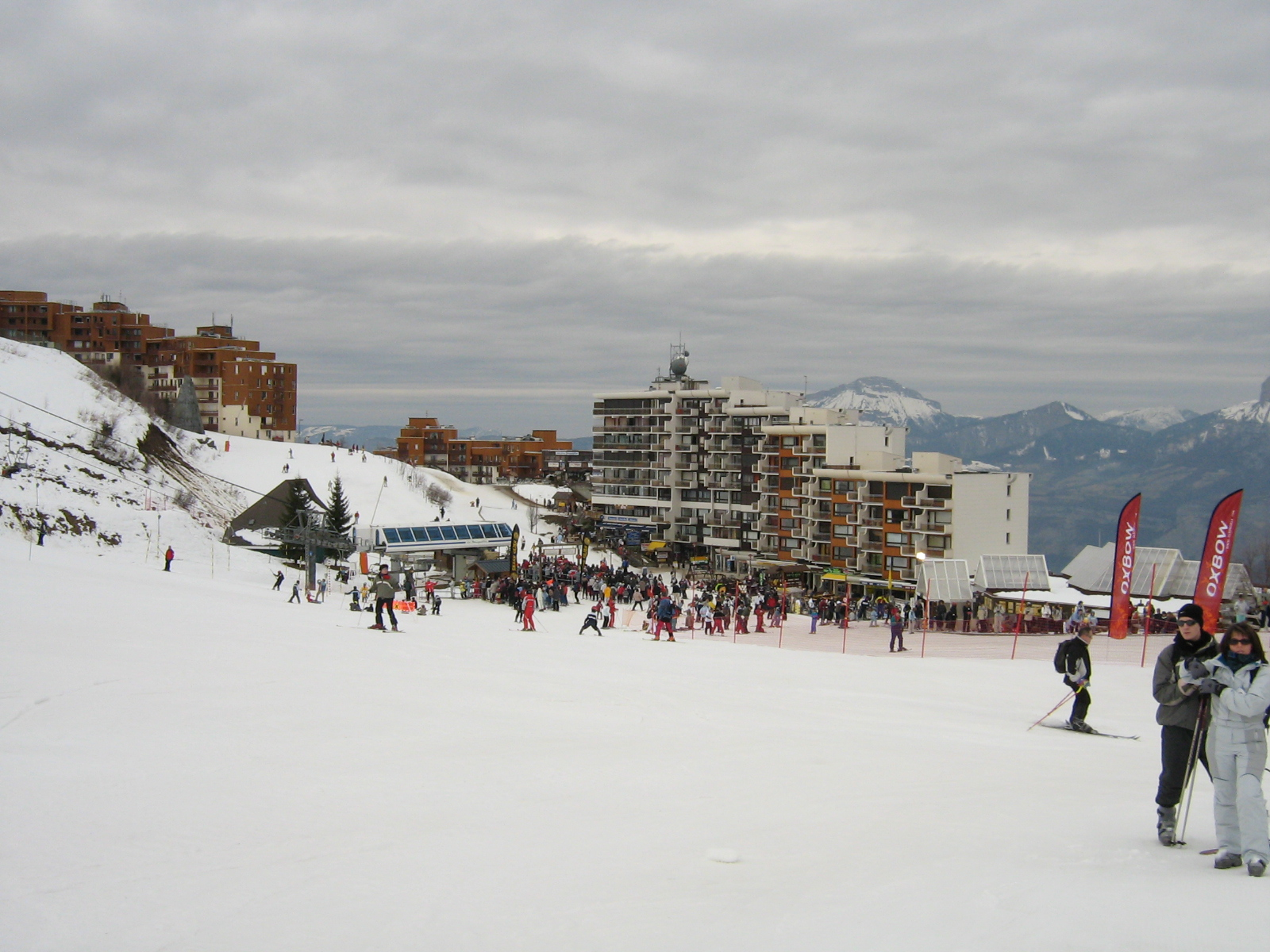
Prapoutel

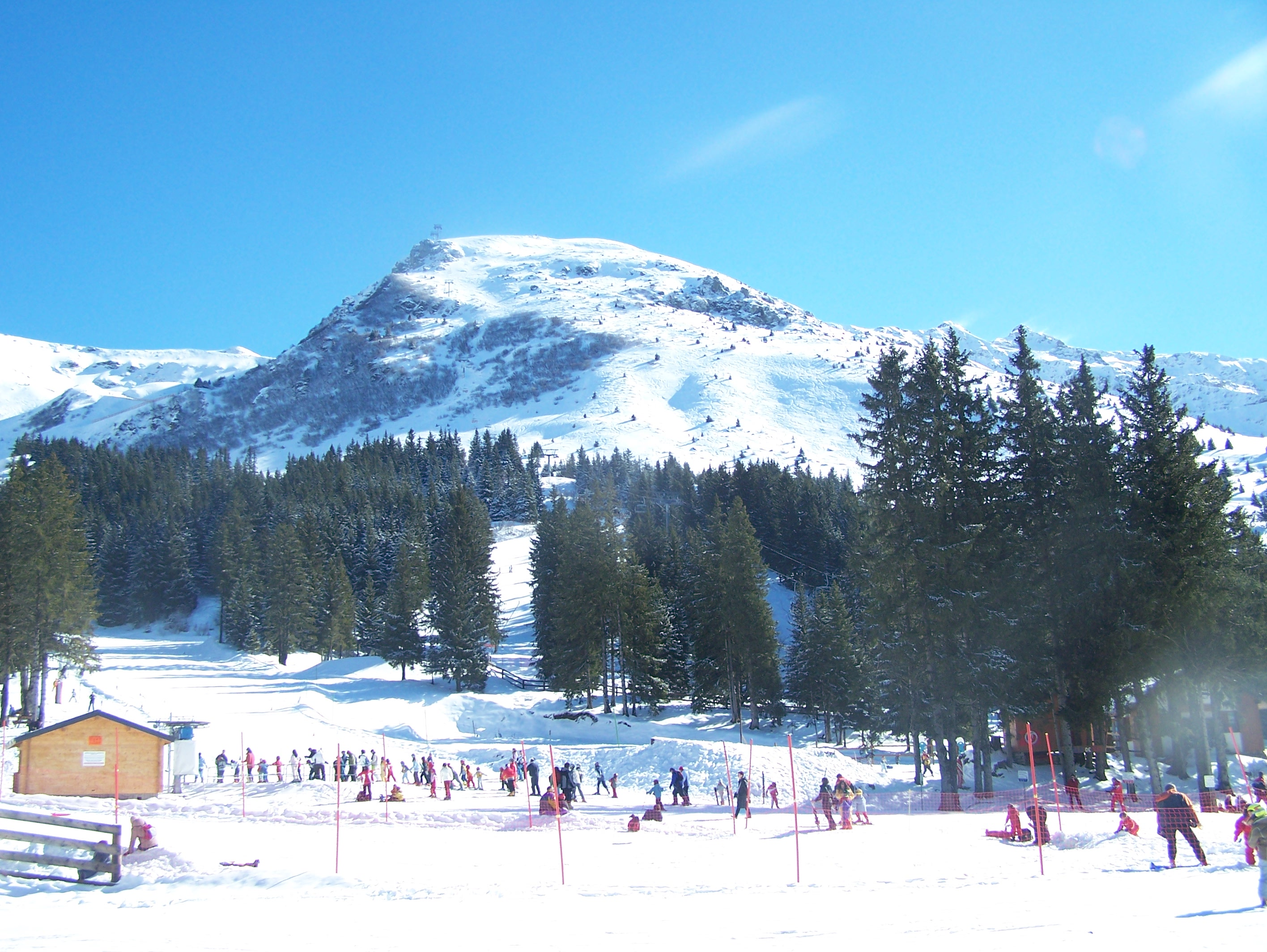
Pipay

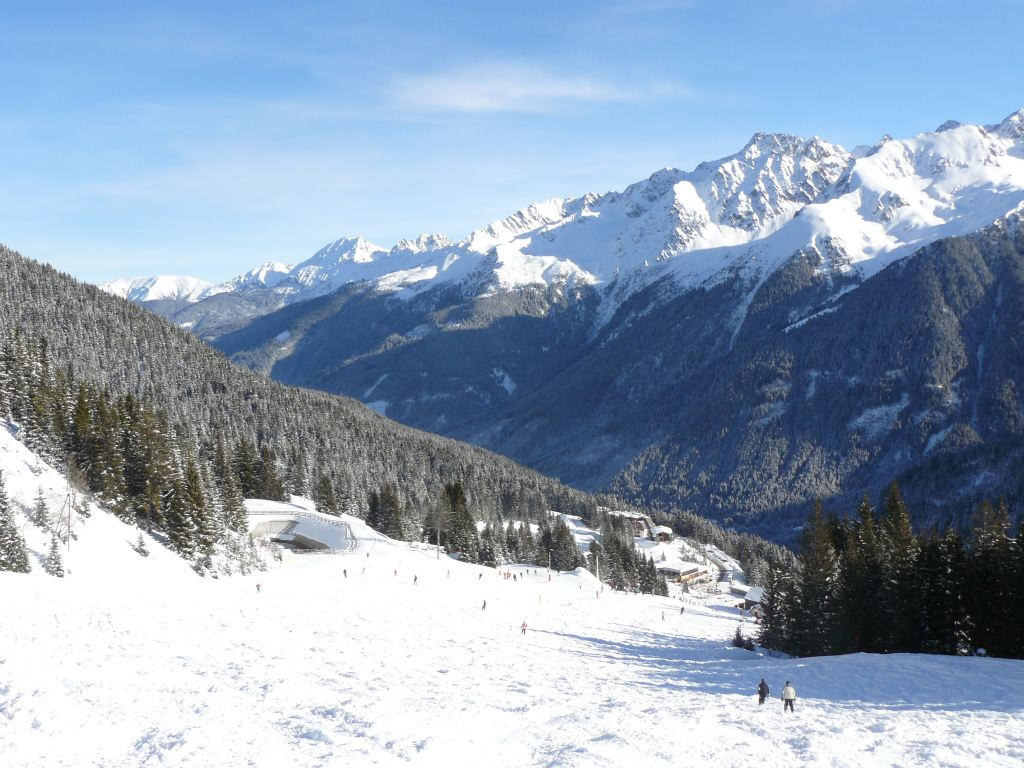
Le Pleynet

Le groupement des trois stations offre un dénivelé de 1 050 m entre 1 350  et   2 400 m, pour un domaine skiable de 120 km sur 52 pistes.
En dehors du ski de piste, 15 km de piste de ski de fond sont entretenues à Prapoutel, domaine de relative difficulté, et 8 km au Pleynet, tandis que l'accès au domaine de ski de fond du Barioz, qui offre 50 km de pistes à proximité, se fait, avant l'arrivée à la station, par la route.
La station se divise en 3 secteurs sur deux versants.

### Versantvallée du Grésivaudan
Ce versant orienté ouest possède deux stations, avec une vue qui s'étend de l'agglomération grenobloise au lac du Bourget, face au massif de la Chartreuse.
Prapoutel (commune des Adrets à 1 350 m)Principale station, elle compte des immeubles d'habitation, restaurants, une discothèque, un centre commercial, un cinéma, un espace aquatique avec toboggans et rivières à bouées, un centre de spa et de massages. On y trouve aussi le départ de pistes de ski de fond et de ski de piste, ainsi que des départs de randonnées en raquettes ou à pied et une piste de luge. Le télésiège TSD6 des Chamois est accessible aux piétons et VTT en été. L'arrivée a une vue sur Belledonne, la Chartreuse et le lac de la Jasse ; c'est le point de départ des pistes VTT.
Pipay (commune de Theys à 1 550 m)Point d'accès privilégié pour les skieurs à la journée, on y trouve un restaurant, un magasin de location, la gare télécabine du TSCD6-8 du Grand Cerf, qui dépose les skieurs à 2123 m d'altitude.

### Versant vallée du Haut Bréda
Ce versant orienté nord-est permet d’accéder à une des stations:
Le Pleynet (commune de La Ferrière à 1 450 m) d'altitude : accessible par Allevard. On y trouve des appartements en location, des gîtes individuels ou de groupes, des hôtels, des centres de vacances et des commerces typiques. Cette station permet de pratiquer de nombreuses activités : luge sur rail, raquettes à neige, ski de randonnée, escalade glaciaire ou chien de traîneaux. C'est également sur ce versant que se trouve le snowpark ainsi que d'autres départs de ski de fond et de raquettes.
La vallée du Haut Bréda, que domine la station, est charmante et préservée, au cœur du massif de Belledonne.
Il y a par ailleurs une heure de route entre Le Pleynet et l'autre versant de la station.

### Le domaine hors piste/ pistes non damées

#### Les Vallons du Pra
Cette piste mythique non damée fut longtemps un hors piste très apprécié du fait de l'importante quantité de poudreuse qu'on y trouvait et la liberté dans un vallon entier. La station a décidé en 2009 de baliser et de sécuriser le vallon, mais la nature de la descente ne change pas. Une immense étendue de neige qui permet de nombreuses variantes dans les descentes.
Elle prend son départ du sommet de la station (2 400 m) et descend sur 1 000 m environ jusqu'au Pleynet (1 450 m). On y accède par le télésiège du Gypaète.
On peut aussi noter la présence de 7 autres hors pistes balisés et sécurisés moins connus, tels que la Combe de Bédina, Noisette, Lagopède, Plagnes et Le pas du Chien, que la station appelle des pistes de "freeski", qui n'ont rien à voir avec le ski freestyle.

### L'Oakley 7 Laux Park
Il s'agit d'un snowpark aménagé par Ho5 Park sur 8 hectares dans une pente vallonnée, accessible à tous les niveaux avec notamment un Pro Park, un Boardercross, un parcours débutant. Il est situé à 1 900 m d'altitude et dispose d'un téléski, le « TK du Soleil ».

## Les remontées mécaniques

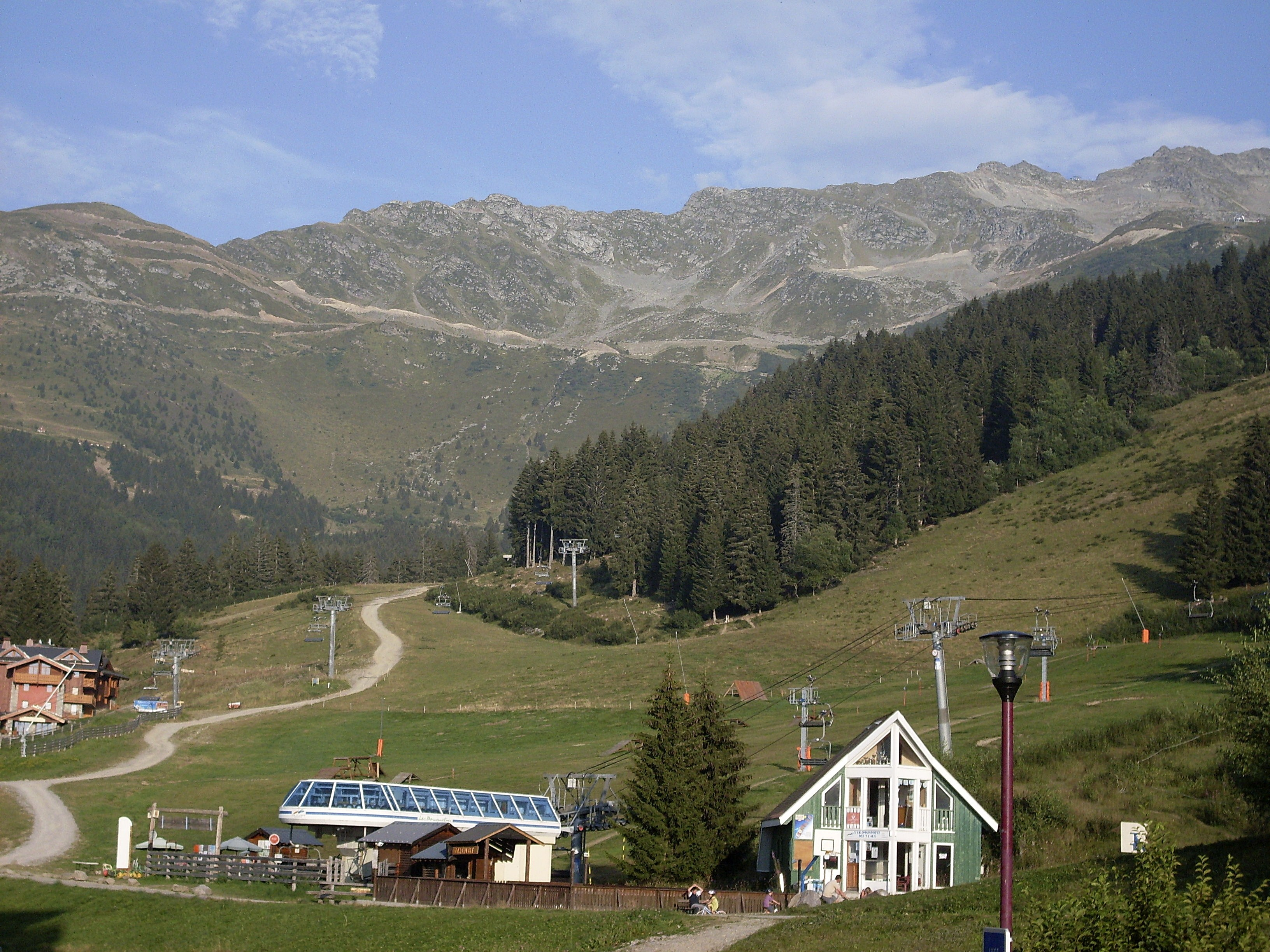
Télésiège à Prapoutel

Les Sept Laux possèdent 21 remontées mécaniques construites la plupart par Doppelmayr dont :
9 télésièges
- 1 téléporté  (52 sièges 6 places et 14 cabines 8 places)- Télécabine du Grand Cerf
- 3 télésièges débrayables 6 places dont le Gypaète qui  rallie le col du Pouta à 2380m d'altitude.
- 2 télésièges débrayables 4 places,
- 3 télésièges à pince fixe 4 places.

12 téléskis
- 2 téléskis à perches découplables,
- 11 téléskis à enrouleurs dont le TK du Soleil, qui rallie le snowpark de la station. Deux téléskis sont équipés de pioches dont un (les Marmottons) inutilisé à cause de l’implantation du Gypaète en 2014, l’appareil perdant son rôle de liaison pour accéder au domaine d'altitude depuis le Pleynet ou Pipay.

## Les activités d'après ski
Il existe des possibilités de randonnées raquettes ou à pied dans chaque site du domaine, et dans la vallée du Haut Bréda, vers le Merdaret et le crêt du Poulet. On peut aussi faire des randonnées avec des chiens de traineaux au Pleynet.
D'autres activités sont développées plus haut dans le descriptif des trois stations. On peut aussi noter l'existence de quatre restaurants d'altitude, le chalet de Pincerie dans le versant de Pleynet, le chalet des Cortillets sur le plateau du même nom à l'arrivée du TSD4 des bouquetins, le chalet des Oudis, en dessous de l'arrivée du TSF4 de l'Eterlou, et le Farinaud dans le secteur de Pipay. Le Domaine dispose enfin de 15 restaurants répartis sur les 3 stations.
En 2016, une luge "4 saisons" nommée la "Wizluge" a été construite, partant du Pleynet à côté de la gare de départ du télésiège de Pincerie.

## Les activités festives
De nombreuses festivités ont lieu aux 7 Laux, telles que la course d'alpinisme et de ski de la Belle Étoile (un sommet au-dessus de la station), le Free Rando test, le World Snowboard Day, le Décalé Snowboard Tour ou encore la Monoski Revival.

### La Mono Fun Week
Il s'agit d'une semaine dédiée au monoski organisée par l'office du tourisme et l'Association Française de Monoski. Ont lieu des compétitions, le Mondial de Monoski, la Breda Cup, ainsi qu'un salon de Monoccasion, et un weekend "Revival", où se rassemblent des centaines de monoskieurs, pour faire revivre ce sport des années 1980,.

## Les activités estivales
Depuis quelques années la station accueille des rencontres de sports tels que le roller de descente, la luge sur route, le longboard.
Depuis l'été 2005 la station a mis en place un produit « VTT de descente/freeride », avec 14 pistes dédiées au vélo desservies de juin à septembre par les remontées mécaniques.
La station possède aussi des infrastructures de loisirs comme une piscine à Prapoutel ainsi qu'un court de tennis. De nombreuses activités sont mises en place comme du tir à l'arc, de la course d'orientation, du disc golf ou encore du "trotin'herbe".
Un accrobranche a été mis en place en 2017 dans la forêt à côté du départ du téléski de la piscine.
Plusieurs festivals sont organisés dans la station, tel que l'Alp'In Dub qui réunit chaque année environ 3 000 personnes au site de Pipay pour des concerts de dub mais également des animations comme de la slackline.
Deux télésièges sont ouverts les week-ends d'été aux piétons, pour des randonnées pédestres sportives et/ou panoramiques de loisirs.
Le domaine sert également d'alpage en été pour les moutons au niveau du dôme des Oudis et les bovins entre Prapoutel, Pipay, les Plagnes, le Merdaret et Le Pleynet, ainsi que de domaine de chasse en automne.

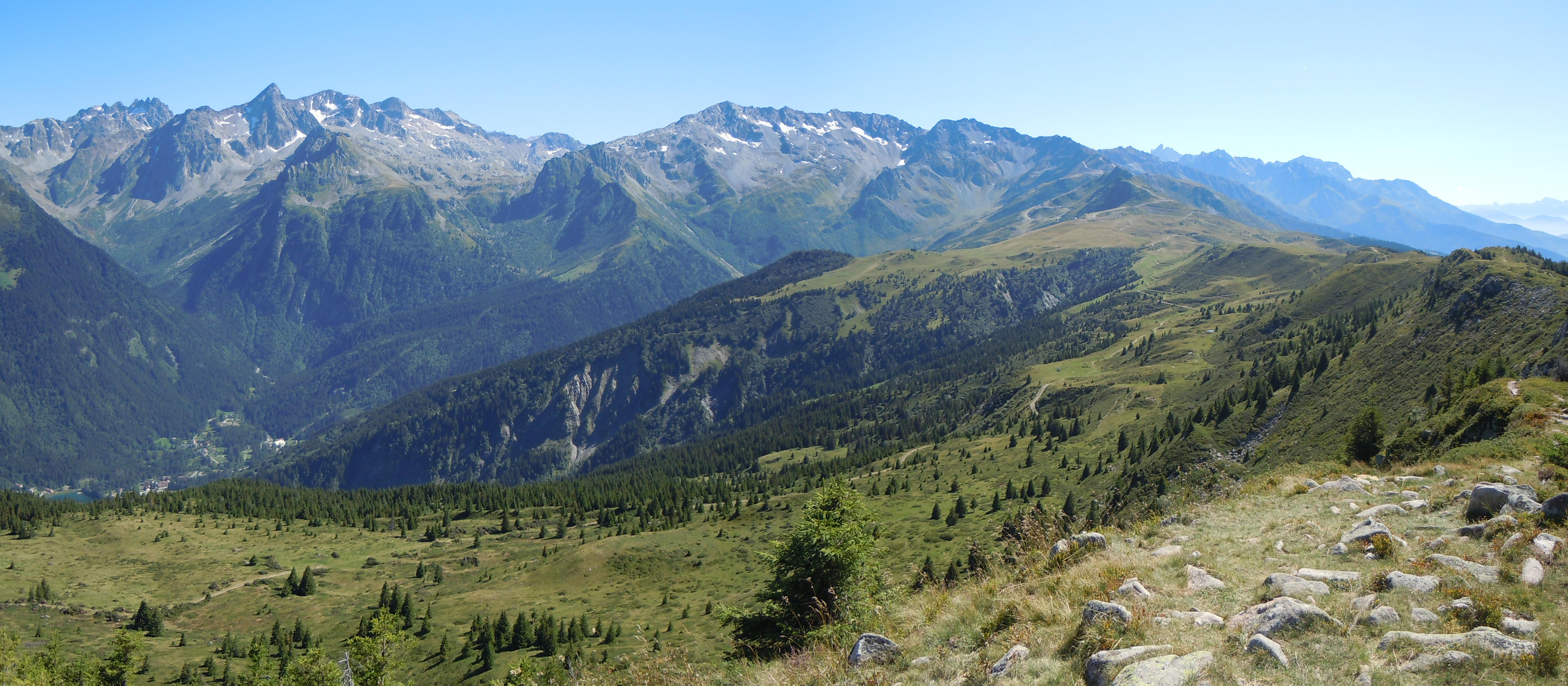
Vue du sommet de la station et du Massif de Belledonne depuis le sommet du Grand Rocher (1926 m).

## Cyclisme
Prapoutel a servi d’arrivée à la 18e étape du tour de France 1980. Le belge Ludo Loos remportait cette étape et Joop Zoetemelk conservait le maillot jaune.
L'année suivante, c'est la station du Pleynet qui accueille l'arrivée de la 18e étape du tour de France 1981. Grâce à une attaque dans les trois derniers kilomètres, Bernard Hinault s'impose et consolide son maillot jaune.
En 2019, l'arrivée de la 7e étape du critérium du Dauphiné fut organisée à Pipay. La montée de 19 km à 6,9 % fut classée hors-catégorie. Wout Poels remporta l'étape disputée sous une pluie battante, causant même une inondation sur la ligne d'arrivée. Jakob Fuglsang, juste derrière, ravissait le maillot jaune à Adam Yates pour quelques secondes seulement.